# Карпушкин, Геннадий Григорьевич
Геннадий Григорьевич Карпушкин  (6 января 1940, с. Ложкино, Целинный район, Алтайский край, РСФСР, СССР — 7 мая 2015, Бийск, Алтайский край, Россия) — советский и российский хозяйственный руководитель в промышленности и на транспорте, глава администрации (мэр) города Бийска Алтайского края в 1992—2004 годах.

## Образование
- 1972 — окончил Томский автодорожный техникум,
- 1980 — окончил Бийский педагогический институт.

## Трудовая деятельность
- 1956 — тракторист Марушинской МТС;
- С 1959 по 1969 — служба в армии;
- С 1969 — начальник отдела кадров автотранспортного предприятия «Совавто-Бийск», главный инженер автоколонны, начальник транспортного цеха Бийского котельного завода и автотранспортного предприятия;
- С 1979 — начальник ПО «Совавто-Бийск»;
- В 1988—1991 — уполномоченный «Совтрансавто» в Монгольской Народной Республике;
- С 1991 — заместитель главы администрации города Бийска;
- С 1992 по 2004 — глава администрации (мэр) города Бийска.

## Награды
- 2003 — награждён орденом Почёта[1].

## Личная жизнь
- женат, имеет сына